# Arsaces II de Armenia
Arsaces II, Aršak, Archak o Arshak II de Armenia (en armenio Արշակ Բ) fue un rey de Armenia de la dinastía arsácida, que reinó del 350 al 367 d. C.. Aršak II fue el segundo hijo y sucesor del rey Tigranes VII. Fue investido con el trono de Armenia por Sapor II, rey del Imperio Sasánida, quien había capturado y mutilado a su padre, aunque fuentes eclesiásticas lo acusaron a él de haberlo hecho asesinar.
Cuando estalló nuevamente la guerra entre el Imperio romano y el Imperio persa, Sapor II, que consideraba a Aršak II su vasallo, lo convocó a su corte y le exigió que le prestara juramento de lealtad sobre el Evangelio. Pero de regreso a Armenia, Aršak se acercó al emperador Constancio II, quien lo recibió en Cesarea de Capadocia en el año 360. A pesar de los presentes recibidos de Sapor II, Aršak II se mantuvo fiel a la alianza romana y envió una embajada a Constantinopla durante la ascensión de Juliano en el año 361. Durante la ofensiva contra Persia del nuevo emperador romano, Aršak II fue acusado de intervenir con un Cuerpo de ejército romano en Media.
La muerte en combate de Juliano en junio de 363 y la firma por su débil sucesor Joviano al mes siguiente de un tratado con Persia, por el cual todas las conquistas romanas realizadas en Armenia desde Diocleciano fueron abandonadas, implicaron el abandono del rey Aršak II a la venganza de Sapor II. Los ejércitos persas, liderados por el traidor Meruzhan Arçrouni, atacaron el país desde el sur, destruyeron la antigua capital Tigranocerta y tomaron cautivos a sus habitantes.
Abandonado por los romanos, el rey se sintió perdido y accedió en 368 a acudir a la corte de Sapor II, pero Aršak II, que consideraba que los sasánidas habían sido vasallos de sus antepasados arsácidas, se negó a humillarse ante su conquistador. Según los autores armenios Moisés de Corene y Fausto de Bizancio, Sapor II encarceló a Aršak II en Aniouch, el “Castillo del Olvido”, en Juzestán, donde el rey cautivo supuestamente se suicidó. El historiador romano contemporáneo Amiano Marcelino indica, por el contrario, que el rey Aršak fue arrestado y llevado a un lugar remoto donde le arrancaron los ojos, antes de ser relegado cargado con cadenas de plata al fuerte de Agabana (¿El Castillo del Olvido?), donde fue ejecutado después de ser torturado.